# José Antonio Gallego
José Antonio Gallego López (Valencia, 11 de noviembre de 1942) es un político español. Fue diputado, senador y alcalde de Lorca.

## Biografía
Gallego es catedrático jubilado de Filosofía. Está casado y tiene cuatro hijos.

## Trayectoria política
José Antonio Gallego fue elegido diputado en febrero de 1983. En mayo de ese año fue investido alcalde de Lorca sustituyendo a José López Fuentes y se mantuvo en la alcaldía durante más de diez años. En junio de 1993 fue elegido senador, lo que conllevó su dimisión como alcalde, tal y como él mismo reconoció, al no poder compatibilizar de manera adecuada la alcaldía con sus nuevas obligaciones. Renunció como alcalde y concejal en noviembre de 1993.
Se mantuvo como senador hasta el año 2000 para posteriormente volver a ser elegido diputado hasta 2004. También desde el año 1994 hasta el 2000 fue presidente del PSOE en la Región de Murcia, así como secretario general del PSOE lorquino.
Abandonó el partido socialista en 2012 por desavenencias con la dirección del PSOE lorquino y criticando la «falta de debate interno». Diez años después volvió a afiliarse a la agrupación socialista lorquina.
En 2018, el pleno ordinario del Ayuntamiento de Lorca del 26 de febrero, a propuesta del entonces alcalde Fulgencio Gil, acordó dedicarle un tramo de la reciente construida Ronda Central siendo inaugurado el 31 de mayo con la presencia del propio Gallego y sus familiares.